# Baby Boy
|  | Aquest article tracta sobre la pel·lícula. Si cerqueu la cançó de Beyoncé, vegeu «Baby Boy (cançó)». |

 Baby Boy és una pel·lícula dramàtica estatudinenca estrenada el 2001. Ha estat dirigida per John Singleton i posa en escena els cantants Snoop Dogg i Tyrese i els actors Ving Rhames, Tamara LaSeon Baix, Angell S. Conwell, Omar Gooding i Taraji P. Henson.

## Argument
Jody és un jove de 20 anys, a l'atur. És el pare de dos fills de mares diferents, Yvette i Peanut, i ell mateix viu encara amb la seva mare. El seu millor amic, Sweetpea, acumula greus errors i porta la majoria de la seva jove vida a la presó. Juanita, la mare de Jody, ha decidit refer la seva vida als 36 anys després d'haver conegut Melvin, un antic gàngster. Força Jody a prendre's seriosament la seva vida. Viure l'arribada de Melvin a casa seva encara embolicarà més les coses. Queda cada vegada menys lloc per a un jove que es conforma a aspirar sense assumir mai.
Violència, riures, amor, llàgrimes, tantes coses que descriuen la vida de Jody i que les haurà d'afrontar. Però sobretot, és la seva pròpia de volar sol el que haurà de combatre, per finalment deixar de ser un "nen malcriat".

## Repartiment
- Tyrese
- Omar Gooding
- Taraji P. Henson
- A.J. Johnson
- Snoop Dogg
- Ving Rhames

## Rebuda

### Box office
En el cap de setmana de l'estrena, la pel·lícula va guanyar en total 8,6 milions de dòlars a 1.533 cinemes als Estats Units, amb una mitjana de 5.614 per cinema, i classificant-se en el número 5 al box office. Va guanyar en total 28,7 milions als EUA i 647.097 a l'estranger (França, Austràlia, Regne Unit i Espanya), sumant 29,3 a tot el món.
La pel·lícula tenia un pressupost de 16 milions i va ser classificada R per la seva forta sexualitat, llenguatge groller, violència i ús de drogues i va quedra en el número 64 del rànquing de l'any 2001.

### Critica
La pel·lícula va rebre ressenyes generalment positives dels crítics. Roger Ebert li donava 3½ estrelles sobre 4,  Baby Boy  és una crítica atrevida de joves negres que distretament engendren criatures, viuen de les seves mares i ni tan sols pensen a buscar feina. És també una crítica de la societat que els empeny a aquella situació. Mai s'havia fet una pel·lícula des d'aquest angle sobre l'experiència afroamericana" i "no cau en el fàcil punt de vista liberal. No hi ha cap blanc en aquesta pel·lícula, res de culpar de forma simplista d'altres; els adults a la vida de Jody el culpen dels seus propis problemes."
Kenneth Turan, crític cinematogràfic de Los Angeles Times, lloa el film per ser "...irresistible... sincer i personal..." Rotten Tomatoes dona Baby Boy una ràtio del 77%; "Moralitzant i repetitiva a estones, Baby Boy encara aconsegueix traspuar autenticitat, gràcies al seu càsting competent.